# 天山海世界

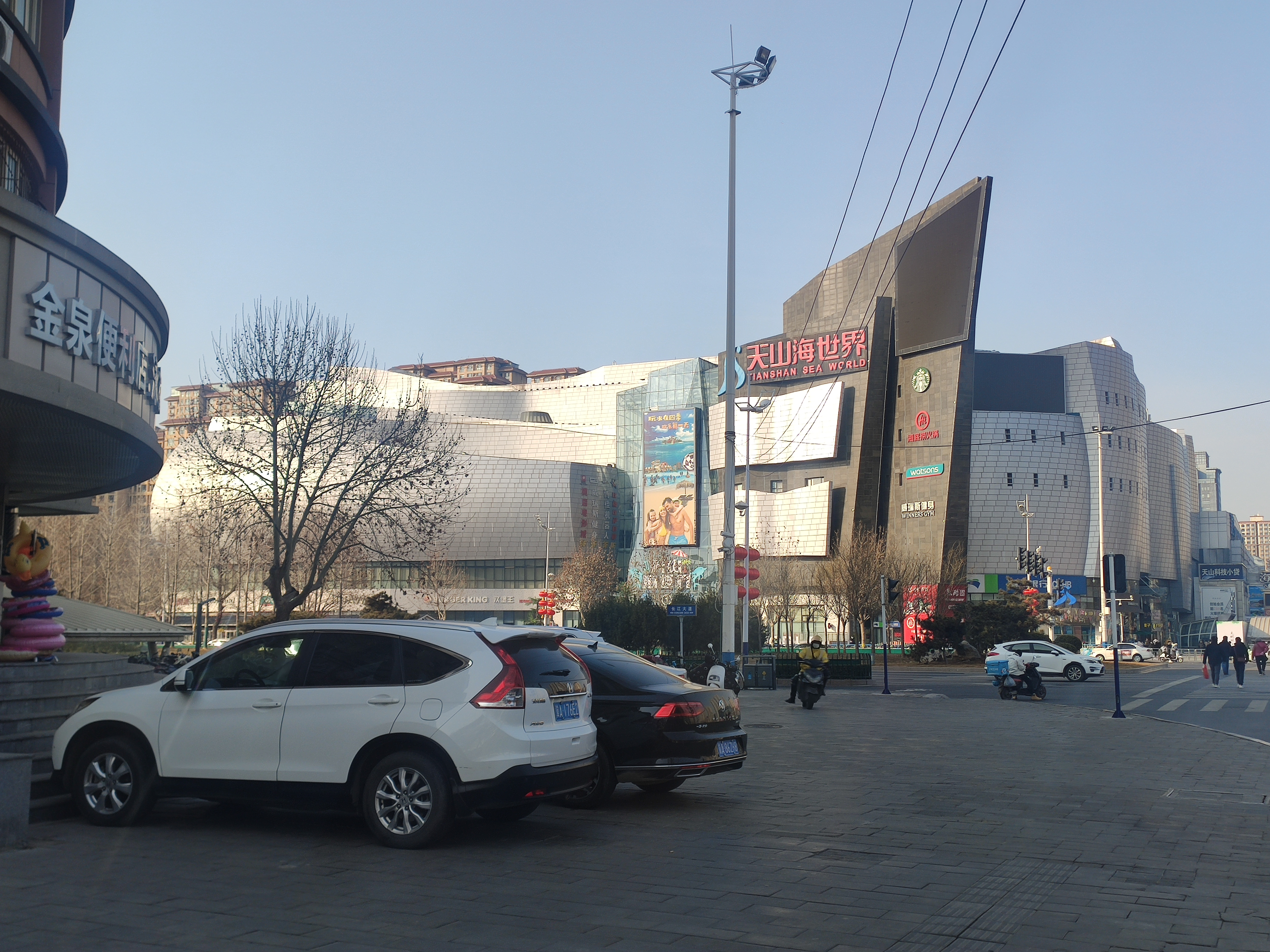
2022年2月7日的海世界远望景观

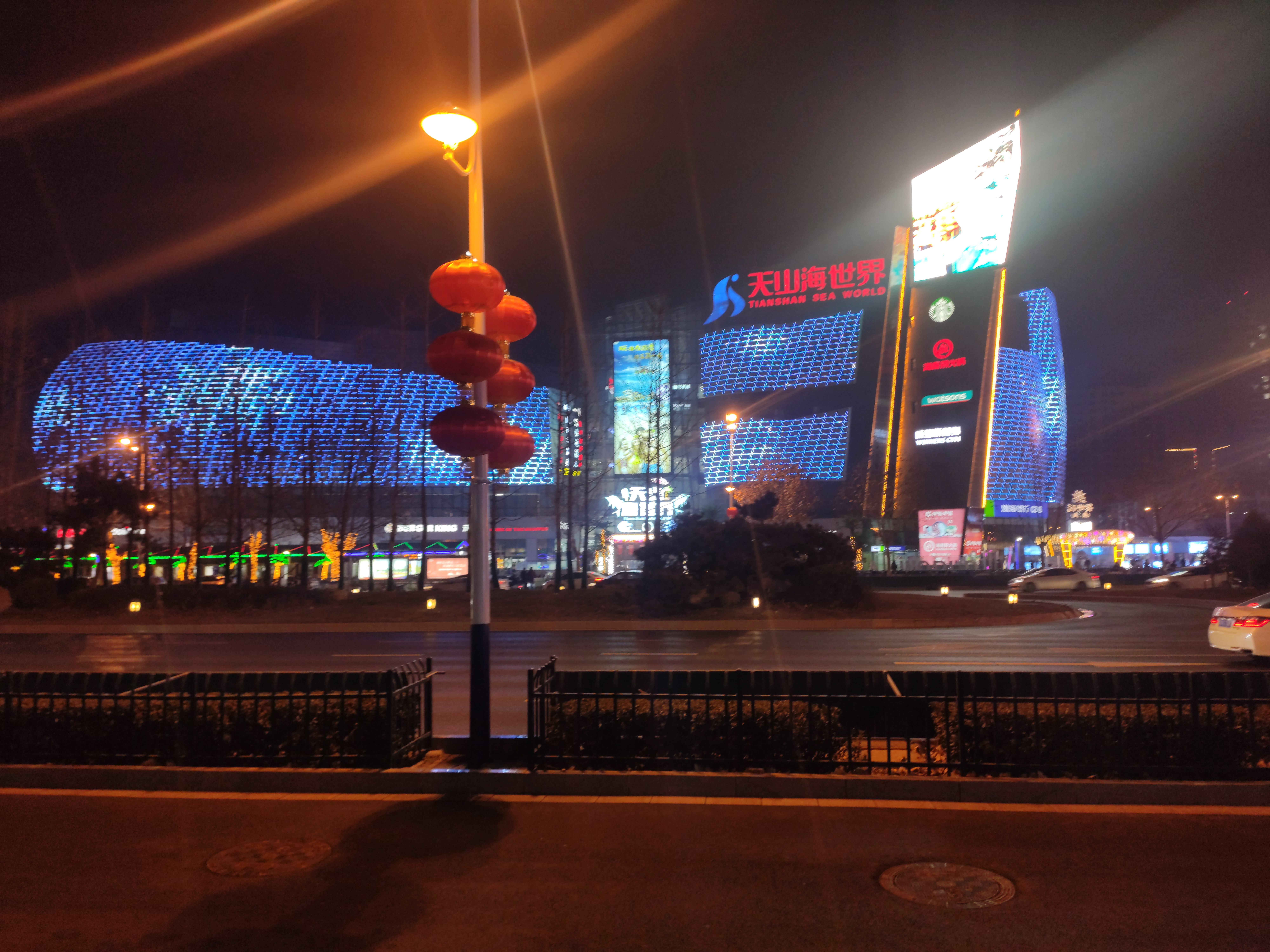
夜晚的天山海世界

天山海世界是一座位于石家庄市高新区天山大街116号的文化旅游综合体，成立于1999年，建筑面积约80000平方米，是国家AAAA级旅游景区、石家庄市十大购物中心。